# Фредерік Теодор Фрелінгхойзен
Фредерік Теодор Фрелінхойзен (англ. Frederick Theodore Frelinghuysen) — американський політик-республіканець, сенатор, 29-й Держсекретар США.

## Молодість і сім'я
Фрелінгуйсен народився в Міллстоуне, Нью-Джерсі, в сім'ї Фредеріка Фрелінгуйсена-старшого (1788—1820) і Мері Думонт. Після смерті батька також його став виховувати дядько, Теодор Фрелінгуйсен (1787—1862).
Його дід, також Фредерік Фрелінгуйсен (1753—1804), був видатним адвокатом, брав участь в розробці Конституції Нью-Джерсі, воював в Війні за незалежність США (1778—1779 і 1782—1783). З 1793 по 1796 представляв свій штат в Сенаті США.
Його дядько, Теодор Фрелінгуісен (1787—1862), був Генеральним прокурором Нью-Джерсі в 1817—1829 роках, а в 1829—1835 представляв свій штат Сенаті США. На президентських виборах 1844 року було висунуто кандидатом у віце-президенти США від партії вігів. У 1839—1850 був канцлером Нью-Йоркського університету, після чого був обраний на пост президента Ратгерського коледжу, який займав аж до своєї смерті.
Сам Фредерік Фрелінгуйсен в 1836 році закінчив Ратгерському коледж. У 1839 році був прийнятий в колегію адвокатів. Працював юристом в таких компаніях, як Central Railroad of New Jersey, Morris Canal and Banking Company, і багатьох інших.

## Шлюб і діти
Одружився з Матильдою Елізабет Грізвольд, яка народила від нього четверо дітей: Фредеріка, Джорджа Грізвольда (1851—1936), Теодора (? -1931), І Матильду Грізвольд, яка одружилася з Генрі Вінтропом Греєм.

## Політична кар'єра
Сенатор США, секретар кабінету міністрів Президента. Він був обраний сенатором від штату Нью-Джерсі в Сенат Сполучених Штатів, і займав цей пост з 1867 по 1869, а потім з 1871 по 1877 рік. Його перебування в Сенаті відзначено його голосуванням за імпічмент президента Ендрю Джонсона. Він був призначений державним секретарем в Адміністрації Президента Честера Артура і займав цей пост з 1881 до 1885 року.